# Frédéric Grolleau
 (octobre 2012).
Si vous disposez d'ouvrages ou d'articles de référence ou si vous connaissez des sites web de qualité traitant du thème abordé ici, merci de compléter l'article en donnant les références utiles à sa vérifiabilité et en les liant à la section « Notes et références ».
Pour les articles homonymes, voir Grolleau (homonymie).
Frédéric Grolleau, né en 1969 à Épinal, dans les Vosges, est un critique littéraire, écrivain français et professeur de philosophie.

## Biographie
Entre 1992 et 1995, après un diplôme de troisième cycle en philosophie, il exerce comme journaliste et rédacteur en chef de la revue de sciences humaines Les Cahiers de Saint-Martin. 
Après avoir dirigé la rédaction du magazine culturel L'Idéaliste littéraire de 2001 à 2003, il est le rédacteur en chef-adjoint de la revue papier de sciences humaines Res Publica, publiée par les Presses Universitaires de France de 1999-2004. En 2004, il fonde avec Isabelle Roche et François Xavier, le site de critiques de l’actualité éditoriale Le Litteraire. Le site se dote d’une maison d’édition, les Éditions du Littéraire dans laquelle Frédéric Grolleau publie ses propres romans.  
En 2007, il collabore occasionnellement à Philosophie magazine, Cause commune et La Recherche. 
Professeur de philosophie au Prytanée national militaire de La Flèche au début des années 1990 puis au lycée militaire de Saint-Cyr de 2005 à 2014, puis au lycée Albert-Ier de Monaco de 2014 à 2020, il enseigne la mineure philosophie aux étudiants de L1 à l'université Rennes-II grâce à un séminaire numérique interactif : « Initiation Philosophie et Cinéma », avant d'être détaché au lycée naval de Brest en 2022, intervenant notamment en classe préparatoire à l'enseignement supérieur et en classes préparatoires aux grandes écoles scientifiques (MPSI/MP, PCSI/PSI).

## Publications
- De l’écran à l’écrit. Enseigner la philosophie par le cinéma, Lambert Lucas, coll. Didac philo, 475 p., novembre 2021.
- Réussir les interrogations orales en classes préparatoires (60 sujets), essai, Bréal, mars 2017
- Hieronymus (moi, Jérôme Bosch ou la vie du peintre des Enfers), roman, édition définitive revue et augmentée, éditions du Littéraire, novembre 2016
- Philosofilms: La philosophie à travers le cinéma (ou 10 ans d'analyse de films en classe préparatoire à l'enseignement supérieur), essai, Bréal, février 2016
- Sumo, roman, éditions du Littéraire, décembre 2014
- L'homme et l'animal : qui des deux inventa l'autre ?, essai philosophique sous forme dissertative, éditions du Litteraire, 2013
- Hieronymus (moi, Jérôme Bosch ou la vie du peintre des Enfers), roman, La Romania Éditeur, décembre 2010
- Après Tintin…, roman, BoD, 2009
- Intégrale de la culture générale (avec G. Guislain et e. Caquet), Ellipses, 2009
- « Le Pavillon d'or de Yukio Mishima ou l'Ombre du désir » in La Beauté, Ellipses, 2008
- « Suis-je le mieux placé pour me connaître moi-même ? » in Dissertations sur Les énigmes du moi, Ellipses, 2008
- « L'idée d'un retour à la nature a-t-elle un sens pour l'homme ? » et « La nature peut-elle être objet de respect ? » in L'environnement et Les identités, Ellipses, 2008
- « À quoi reconnaît-on qu'un évènement est historique ? » et « L'action politique doit-elle être guidée par la connaissance de l'histoire ? » in Penser l'histoire, Ellipses, 2007
- « Y a-t-il une vérité du Quichotte ? » in L'Imagination, Ellipses, 2006
- « Le bonheur de l'utopie est-il désespérant ? » et « Y a-t-il un droit au bonheur ? » in Le Bonheur, Ellipses, 2005
- « Est-il raisonnable d’aimer ? » in Le Philosophoire no 25, septembre 2005
- Le Cri du sanglier, roman, Denoël, 2004 (avec le soutien du CNL)
- « Et la purge était blanche » (nouvelle) in Purgatoire, les bonnes adresses, éd. Le Crochet de la Cédille & L’Harmattan, 2004
- « Cri du sanglier » (extraits chap. 22-25) in Bordel no 1, Flammarion, 2003
- Monnaie de verre, roman, Nicolas Philippe, 2002, prix Saint-Gobain 2003
- Dictionnaire des idées politiques, essai, ouvrage collectif, avec Alain Gélédan et Guy Rossi-Landi, Dalloz-Sirey, 1998
- Le temps, une approche philosophique, essai, ouvrage collectif, avec François Busnel, Ellipses, 1996
- « Les mots du pouvoir », essai, in Précis de vocabulaire, ouvrage collectif, avec François Busnel, Vinci, 1995